# Bronson Maschmeyer
Bronson Maschmeyer (* 29. April 1991 in Bruderheim, Alberta) ist ein kanadisch-deutscher Eishockeyspieler, der zuletzt bei den Fischtown Pinguins Bremerhaven aus der Deutschen Eishockey Liga (DEL) unter Vertrag stand.

## Karriere
Als Jugendlicher spielte Maschmeyer für St. Albert Steel in der Alberta Junior Hockey League (AJHL) und anschließend in der Western Hockey League (WHL), zunächst für die Vancouver Giants, ab der Saison 2009/10 dann drei Jahre für die Kamloops Blazers. Er absolvierte in vier Jahren insgesamt 264 WHL-Partien.
Zwischen 2012 und 2016 spielte Maschmeyer für die Eishockeyauswahl der St. Francis Xavier University und verbuchte in 109 Einsätze für die „X-Men“ zwölf Treffer sowie 32 Torvorlagen. Anfang April 2016 unterschrieb er bei den Fischtown Pinguins seinen ersten Profivertrag. Zu jenem Zeitpunkt war die Bremerhavener Mannschaft noch Zweitligist, bekam aber im Juni 2016 dann eine Lizenz für die Deutsche Eishockey Liga (DEL) zugesprochen. Mit den Bremerhavenern erreichte er 2017 und 2018 die DEL-Play-offs, nach dem Ende des Spieljahres 2017/18 kam es zur Trennung.

## Erfolge und Auszeichnungen
- 2013 CIS (AUS) All-Rookie Team

## Familie
Sein Urgroßvater kam aus Deutschland und wanderte nach Nordamerika aus: Über die Stationen New York und Nebraska kam er nach Kanada.
Maschmeyer ist das zweitälteste von fünf Geschwistern und wuchs auf einem Bauernhof nahe dem Ort Bruderheim in der kanadischen Provinz Alberta auf. Seine Schwester Emerance wurde bei der Weltmeisterschaft 2016 als beste Torhüterin des Turniers ausgezeichnet. Auch seine anderen Geschwister, die Brüder Brock und Kache sowie Schwester Brittaney spielen Eishockey. Brittaney spielte in der Saison 2014/15 für die Frauenmannschaft der ZSC Lions in der Schweiz.